# Гадоєв Хошим
Хошим Гадоєв (тадж. Ҳошим Гадоев; Хашим Гадоєв; нар. 10 травня 1937, Куляб, Таджицька РСР) — радянський і таджицький актор театру та кіно; Народний артист СРСР (1988) і Таджикистану (1979). 

## З біографії та творчості
Хашим (Хошим) Гадоєв народився 10 травня 1937 року в Кулябі.
Хошим Гадоєв Закінчив ГІТІС (1960), Вищі режисерські курси при ГІТІСі (1965). 
Від 1961 року Х. Гадоєв — актор і режисер Таджицького академічного театру ім. А. Лахуті. 
Починаючи від 1963 року знімався в кіно. Найвидатнішими кінороботами Гадоєва стала участь (роль Сухраба) у всіх трьох фільмах кінотрилогії «Сказания о Рустаме» за історико-літературною пам'яткою «Шахнаме» (Таджикфільм, 1971—76).
У 1973 році був удостоєний Державної премії Таджицької РСР ім. Рудакі за участь у фільмі «Рустам и Сухраб» (1971).

## Фільмографія
Акторські роботи Гадоєва: 
- «Дванадцять годин життя» (1963);
- «Зірка Улугбека», 1965 (історико-біографічна стрічка);
- «Народжений в грозу» (1966, епізод)
- «Тут проходить кордон» (1971, Тюркан);
- «Сказання про Рустама», 1971 (1-а частина кінотрилогії за «Шахнаме»);
- «Рустам і Сухраб» (1971, 2-а частина кінотрилогії за «Шахнаме»);
- «Світло згаслих багать» (1975, Газан);
- «Сказание о Сиявуше», 1976 (3-я частина кінотрилогії за «Шахнаме»);
- «Облога», 1977;
- «Перша любов Насреддіна», 1977;
- «Жінка здалеку» (1978, Садриддин Расулов);
- «Служачи батьківщині» (1980, Сардор Пештуні);
- «Тут тебе не зустріне рай», 1982 (кіноказка);
- «Пробудження» (1983, Кудрат);
- «Лицарі чорного озера» (1983, Кулі);
- «Державний кордон. Червоний пісок» (1984, Мумін-бек);
- «Битва трьох королів» (1990, Агіт-Мора).

## Виноски
1. ↑  Кінотрилогія «Сказания о Рустаме» на aviru.net. Архів оригіналу за 13 червня 2010. Процитовано 7 липня 2010.
2. ↑  Фільмографія Х. Гадоєва на www.kino-teatr.ru. Архів оригіналу за 12 червня 2013. Процитовано 7 липня 2010.
3. ↑  Хошим Гадоєв на www.kinoexpert.ru [Архівовано 10 вересня 2014 у Wayback Machine.] (рос.)